# Glimrotsfly
Glimrotsfly, Conisania luteago är en fjärilsart som beskrevs av Michael Denis och Ignaz Schiffermüller, 1775. Enligt Dyntaxa ingår glimrotsfly i släktet Conisania men enligt Catalogue of Life är tillhörigheten istället släktet Hadena, beskriven med det namnet av Ignaz Schiffermüller, 1777. Enligt båda källorna tillhör glimrotsfly familjen nattflyn, Noctuidae. Enligt den finska rödlistan är arten nära hotad, NT, i Finland. Glimrotsfly blev funnet  i Sverige första gången 2004 på Gotland. Det är oklart om arten reproducerar sig i Sverige.. Två underarter finns listade i Catalogue of Life, Conisania (Hadena) luteago andalusica Staudinger, 1859 och Conisania (Hadena) luteago meridionalis Brandt, 1938.

## Bildgalleri

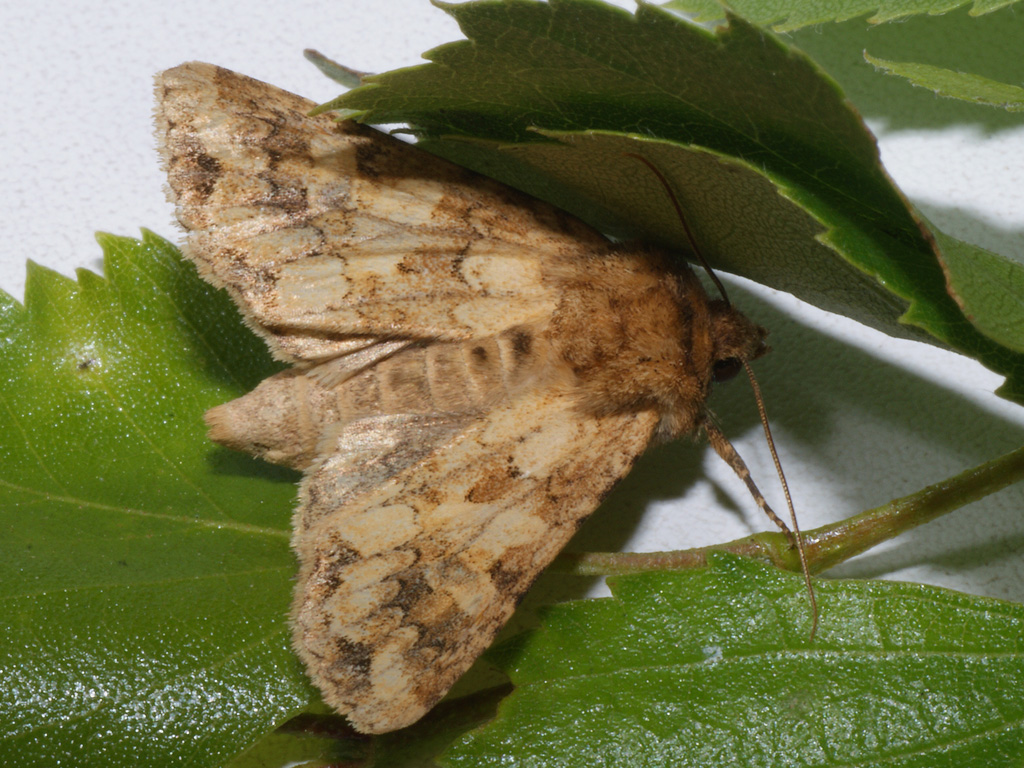
Imago fjäril
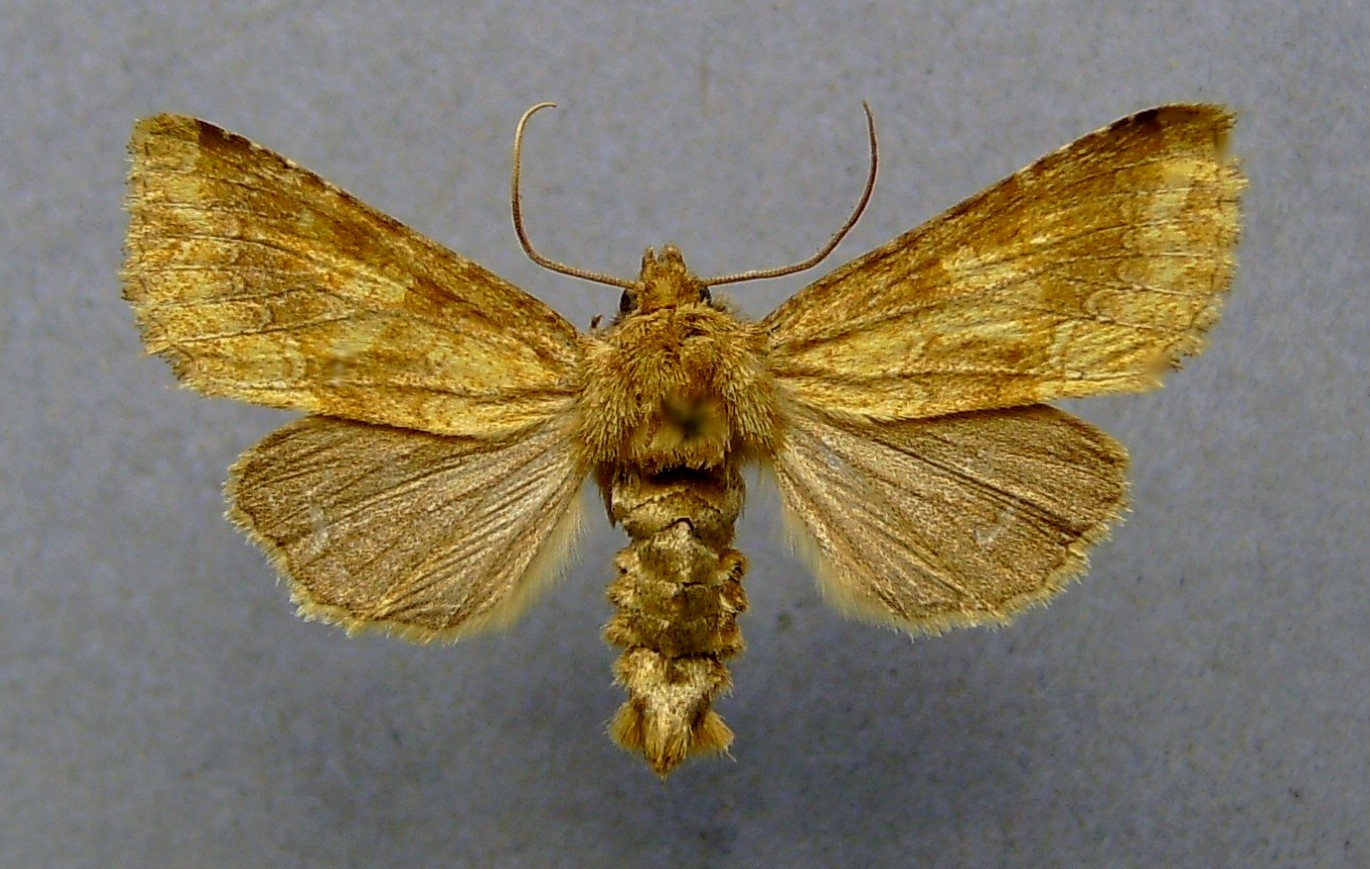
Preparerad (uppnålad) imago fjäril.